# Sanharão
Trigona silvestriana também chamada de sanharão é uma abelha social, da tribo meliponini sendo encontrada no Brasil. É uma espécie uniformemente preta e reluzente, de 9 a 11 mm de comprimento. É agressiva, nidifica em paus ocos e seu mel é contaminado pela matéria orgânica em decomposição que geralmente visita.

## Outros nomes e etimologia
Também é conhecida pelos nomes de abelha-sanharó e sanharó. A Scaptotrigona postica também chamada de benjoim é também conhecido como sanharão.